# The Letter That Johnny Walker Read
"The Letter That Johnny Walker Read" é uma canção escrita e gravada pela banda americana de música country Asleep at the Wheel. Foi lançado em agosto de 1975 como o primeiro single do seu álbum Texas Gold. O título da música é uma referência ao uísque escocês Johnn. Esteve posicionado nas paradas musicas, alcançando o 10º lugar na parada Hot Country Singles em 1975. Foi usada na estação de rádio country, K-Rose, no videogame de 2004 Grand Theft Auto: San Andreas.

## Paradas
| Parada (1975)                    | Posição |
| -------------------------------- | ------- |
| Singles US Billboard Hot Country | 10      |
| Canadian RPM Country Tracks      | 32      |